# Benjamin Wess
Benjamin Philipp Simon Wess (* 28. Juli 1985 in Moers) ist ein deutscher Hockeyspieler und Mitglied der deutschen Nationalmannschaft. Er ist der jüngere Bruder von Timo Wess.
Wess spielte das erste Mal in der Nationalmannschaft am 16. August 2005 in einem Spiel gegen Indien im Rahmen der Amsterdam RaboTrophy, sein Debüt im Team der U16 hatte er am 13. April 2001 (3:2 gegen Spanien in Barcelona). Er war Spieler in der Hockey-Bundesliga beim Crefelder HTC. Mit diesem gewann er 2007 den Europapokal der Landesmeister. Wess schoss dabei das entscheidende Tor beim 1:0-Sieg über Atlètic Terrassa.
Seit der Saison 2007/2008 spielt Wess zusammen mit seinem Bruder Timo für Rot-Weiß Köln, mit dem sie von der zweiten in die erste Bundesliga aufgestiegen sind. Sein erstes großes Turnier mit der deutschen Hockeynationalmannschaft war die Europameisterschaft 2007 in Manchester, bei der Wess mit der deutschen Mannschaft den vierten Platz belegte. Bei den Olympischen Spielen 2008 gewann er mit der deutschen Mannschaft Gold. Er war 2009 Europameisterschaftszweiter hinter England und 2010 in Indien Weltmeisterschaftszweiter hinter Australien. Im Februar 2011 gehörte er zum erfolgreichen Team bei der Hallenhockey-Weltmeisterschaft 2011. Im August 2011 siegte die deutsche Mannschaft bei der Feldhockey-Europameisterschaft in Mönchengladbach im Finale gegen die Niederlande. 2012 wurde Wess mit der deutschen Mannschaft Halleneuropameister.
2018 wechselte Wess, neue Herausforderungen suchend, zum Berliner Oberligisten Real von Chamisso.
Benjamin Wess absolvierte 142 Länderspiele, davon 12 in der Halle.(Stand 24. Juni 2012)
Benjamin Wess, der in Moers sein Abitur gemacht hat, studiert ebenso wie sein Bruder Timo in Köln Betriebswirtschaftslehre.